# Niederbayern TV Passau
Niederbayern TV Passau mit Sitz in Passau ist ein regionaler Fernsehsender in Bayern. Er wurde 1985 als erster Regionalsender in Bayern gegründet.
Aus den drei Regionalfernsehsendern Donau TV, Isar TV und TRP1 wurde 2019 der neue Sender Niederbayern TV.
Der Regionalfernsehsender TRP1 (Tele Regional Passau 1) mit Sitz in Passau ging am 14. März 1985 auf Sendung und wurde von Christian Repa und Andreas Werner gegründet. Beide Gesellschafter waren bis März 2019 auch Geschäftsführer.
Seit April 2019 wird der Sender mit neuen Gesellschaftern unter dem Namen Niederbayern TV Passau GmbH geführt. Geschäftsführer ist seitdem Thomas Eckl, Programmchef ist Marco Wühr.
Die Gesellschaft hat folgende Beteiligungsstruktur:
- Niederbayern TV Programm- und Werbe GmbH & Co. KG: 35 %
- Heribert Wühr: 30 %
- Marco Wühr: 5 %
- Christian Repa: 10 %
- Andreas Werner: 10 %
- Michael Imhoff: 7 %
- Eishockey News Verlag- und Verwaltungs GmbH: 3 %

## Sendegebiet und -zeiten
Das Sendegebiet umfasst im Kabel die Stadt Passau sowie die Landkreise Passau, Freyung-Grafenau und Rottal-Inn.
Der Sender sendet:
- 24 Stunden im Kabel
- im digitalen Satellitenfernsehen[4] ab 18:30 Uhr im 90-Minuten-Takt im Programmverbund[5][6] auf dem Sender Niederbayern[7][8]

## Thematische Ausrichtung
Niederbayern TV Passau sendet ein klassisches Spartenprogramm, das sich ausschließlich aus den Bereichen Nachrichten und Information zusammensetzt:
- Nachrichten
- Information
- Sport
- Wirtschaft
- Kultur

Dabei werden überwiegend Videojournalisten eingesetzt, die in der eigenen Redaktion ausgebildet wurden.
In den Sendungen sind regelmäßig regional und überregional bekannte Persönlichkeiten zu Gast.

## Print
Seit 2019 betreibt der Sender zusammen mit den Schwesterunternehmen Niederbayern TV Deggendorf-Straubing und Niederbayern TV Landshut ein eigenes Printmagazin.